# Piano blues
Piano blues refere-se a uma variedade de estilos de blues, compartilhando apenas a característica de usar o piano como instrumento musical primário. O Boogie woogie é o mais conhecido tipo de piano blues. Barrelhouse, swing, R&B, rock and roll e jazz são fortemente influenciados pelos primeiros pianistas que tocaram o blues. Notáveis pianistas de blues são Roosevelt Sykes, Memphis Slim, Otis Spann, Sunnyland Slim, Pinetop Perkins, Dr. John, e Ray Charles.

## Artistas notáveis
- Albert Ammons
- Leroy Carr
- Ray Charles
- Charles "Cow Cow" Davenport
- Blind John Davis
- Fats Domino
- Champion Jack Dupree
- Cecil Gant
- Dr John
- Henry Gray
- Meade "Lux" Lewis
- Professor Longhair
- Willie Love
- Jay McShann
- Big Maceo Merriweather
- Amos Milburn
- Little Brother Montgomery
- Pinetop Perkins
- Henning Pertiet
- Boogie Woogie Red
- Memphis Slim
- Sunnyland Slim
- Otis Spann
- Pinetop Smith
- Willie "The Lion" Smith
- Roosevelt Sykes
- Jimmy Yancey
- Kenny Wayne
- Silvan Zingg
- Hugh Laurie